# بله، اما…
بله، اما... (فرانسوی: Oui, mais...‎) فیلمی فرانسوی در سبک است که در سال ۲۰۰۱ منتشر شد. از بازیگران آن می‌توان به ژرار ژونیو و امیلی دوکن اشاره کرد.